# Quasianosteosaurus vikinghoegdai
Il quasianosteosauro (Quasianosteosaurus vikinghoegdai) è un rettile marino estinto, appartenente agli ittiosauri. Visse nel Triassico inferiore (Olenekiano, circa 247 milioni di anni fa) e i suoi resti fossili sono stati ritrovati nell'isola di Spitsbergen (arcipelago delle Svalbard, Norvegia). 

## Descrizione
Questo animale è noto per un cranio parziale conservato in tre dimensioni, dalla lunghezza stimata di almeno 50 centimetri. Quasianosteosaurus, quindi, rappresenterebbe di certo il più grande tra gli ittiosauri del Triassico inferiore, con una lunghezza stimata totale superiore ai 3 metri. Il cranio conserva il muso e le regioni orbitali e postorbitali. Non è chiaro quale fosse l'aspetto di questo animale, ma si suppone che fosse un ittiosauro dall'aspetto primitivo, dal corpo più simile a quello di una lucertola che a quello di un delfino, e con quattro arti trasformati in strutture simili a pagaie.

## Classificazione
Descritto per la prima volta nel 2003, Quasianosteosaurus è noto solo per un cranio rinvenuto nella formazione Sticky Keep, nella zona di Sassendalen (Svalbard), dove è stato scoperto anche un altro ittiosauro primitivo, Grippia. Un'analisi filogenetica (Maisch e Matzke, 2003) ha indicato che Quasianosteosaurus rappresenterebbe un ittiosauro primitivo, al di fuori del clade noto come Hueneosauria. 

## Significato del nome
Il nome generico Quasianosteosaurus significa “lucertola quasi senza ossa”, poiché l'olotipo è conservato quasi essenzialmente come un'impronta naturale nella roccia. L'epiteto specifico, vikinghoegdai, deriva da Vikinghøgda, “Monte Viking”, nei pressi del quale è stato ritrovato il fossile.